# Vera Gebuhr
Vera Gebuhr, född 15 maj 1916 i Odense, död 22 december 2014, var en dansk skådespelare. Hon är främst känd för sin roll som Fröken Jørgensen i den danska tv-serien Matador.

## Filmografi i urval
- 1942 - Frk. Vildkat
- 1956 – Kärlek i det blå
- 1964 - Gertrud
- 1978-1981 – Matador (TV-serie)
- 1997 – Riket II (TV-serie)